# نور الدين آدم
نور الدين آدم (مواليد 1970) هو زعيم مجموعة متمردي  سيليكا خلال حرب جمهورية أفريقيا الوسطى الأهلية.

## نشأته
ولد سنة 1970 في نديلي، والده إمام وقائد إسلامي في  بانغي، ووالدته تشادية، بعد الانتهاء من المدرسة الثانوية، وسافر للدراسة في السودان ثم في مصر، حيث تخرج من أكاديمية الشرطة في القاهرة في التسعينات، بعد أن أمضى 10 سنوات في مصر، يقال أنه تم تدريبه من قبل القوات البرية الإسرائيلية لمدة ستة أشهر، ثم استقر في بانغي لمدة سنة حيث تم تعيينه في المكتب المركزي لقمع اللصوصية (OCRB). عمل في عقد 2000 كحارس شخصي لشخصيات مهمة في دول الخليج العربي، فكان حارس زايد بن سلطان آل نهيان في الفترة من 2003 إلى 2009. وفي عام 2009 عاد إلى جمهورية أفريقيا الوسطى، وانضم إلى متمردي مؤتمر الوطنيين للعدل والسلام، وبعد اختفاء زعيم الحركة شارل ماسي في عام 2010، أصبح نور الدين زعيمًا للحركة.

## الحرب الأهلية 2013
كان نور الدين الرجل الثاني في سيليكا بعد ميشيل جوتوديا، ولعب دورًا حاسمًا في الهجوم النهائي في بانغي الذي أطاح بالرئيس فرانسوا بوزيزيه. بعد وصول ميشيل جوتوديا للرئاسة، عُين وزيرًا للأمن العام في 31 مارس 2013 لكنه استقال في 22 أغسطس 2013، وعُين كمستشار للأمن القومي. بعد حل سيليكا في سبتمبر 2013 واستقالة ميشيل جوتوديا، شكل حركة جديدة من مقاتلي سيليكا السابقين وأعلن الحكم الذاتي لما تُسمى جمهورية لوجون أو دار الكوتي، في 14 ديسمبر 2015 أعلن بامباري عاصمة لها، نددت الحكومة الانتقالية وبعثة الأمم المتحدة، وهددت باستخدام القوة ضد أي محاولة انفصالية.